# 吕梁山隧道
吕梁山隧道，亦称吕梁山特长隧道，位于太中银铁路汾阳站和吴城站之间，横穿吕梁山脉，全长20,785米，建成当时为亚洲第三长的铁路隧道。